# Moosöd (Weiden in der Oberpfalz)
Moosöd auch Waldhof genannt war eine Einzelsiedlung (Einöde) die als Ortsteil zur kreisfreien Stadt Weiden in der Oberpfalz gehörte.

## Geografie
Moosöd lag nördlich oberhalb der Moos Lohe (Forst) von Mooslohe und östlich liegt das Tal der Dürrschwein Naab. Nordwestlich in ca. 2,6 Kilometer befindet sich Meerbodenreuth und südöstlich in ca. 1,7 Kilometer Sauernlohe. In nordöstlicher Richtung ca. 1,7 Kilometer entfernt liegt Altenstadt an der Waldnaab.

## Geschichte

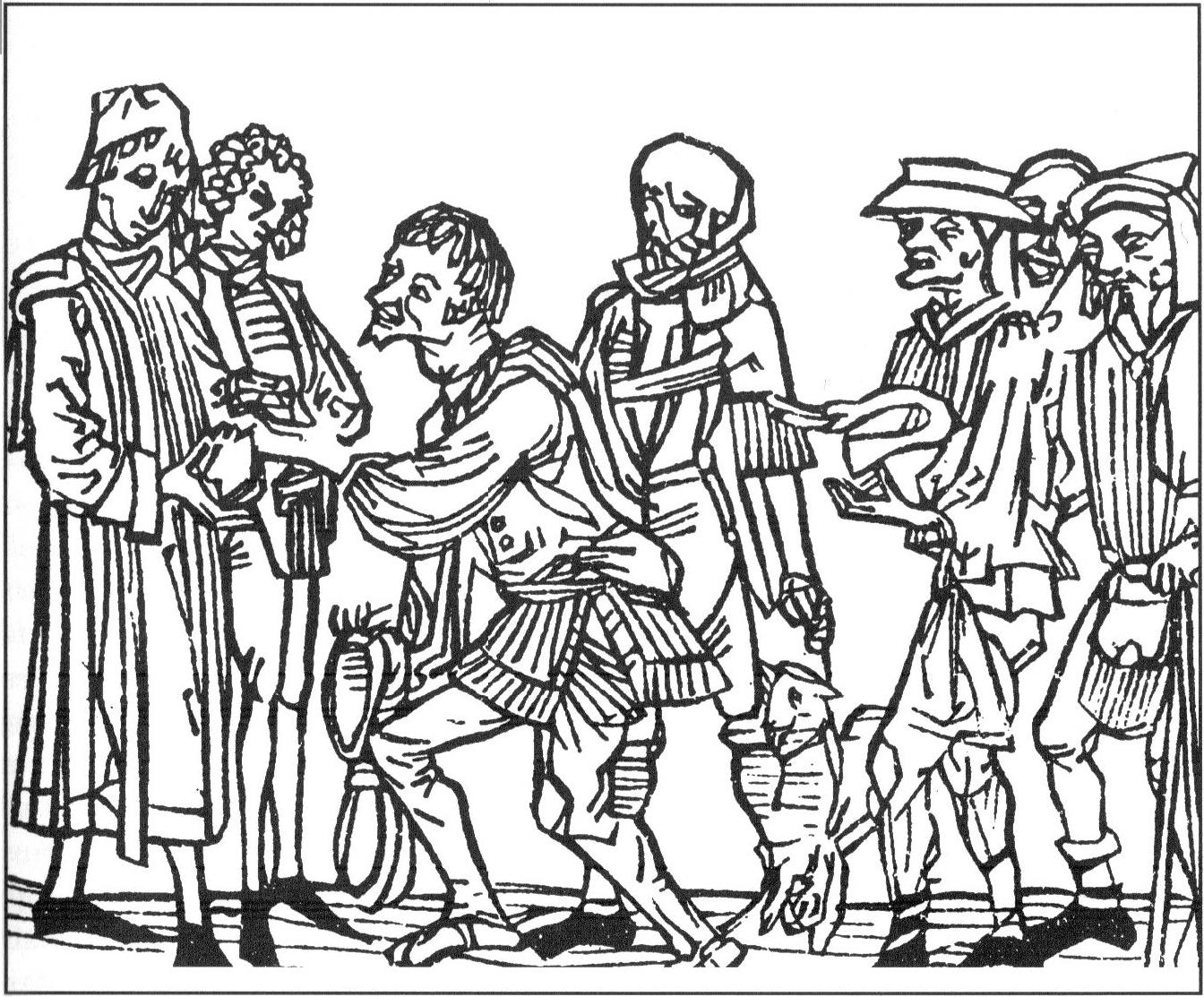
Bauern geben dem Geistlichen den Zehnt ab

Im Jahre 1109 (siehe Anmerkung) wurde die Gründung des Klosters Weißenohe, die dem heiligen Märtyrer und Bischof Bonifatius gewidmet wurde, bestätigt. Unter den Besitzungen, welche die Stifter Pfalzgraf Aribo IV., Ehefrau Gvilla und deren Nicht Hadimuot dem Kloster überließen, wird Moosöd als Moseten erstmals genannt. Der Klosterbesitz an der Einöde, ist auch noch im Jahre 1205 in einer Urkunde des Philipp von Schwaben nachweisbar.
Die Einzelsiedlung Moosöd (auch Moosoed) gehört im Jahre 1802 zum Landgerichtsbezirk Parkstein und ist im Jahre 1820 Teil der Landgemeinde Neunstadt an der Waldnaab.
Im Jahre 1861 gibt es in der Einzelsiedlung ein Gebäude als Bauernhof, bezeichnet als Waldhof (Moosöd) Einöde bei Neustadt an der Waldnaab.
Moosöd gehörte im Jahre 1868 (schon seit 1820) noch zur katholischen Pfarrei Alt- und Neustadt und die Kinder gingen in Altenstadt zur Schule. Zu dieser Zeit bestand die Siedlung aus 7 Gebäuden mit 11 Einwohner.
Im Jahre 1875 zählte man 7 Einwohner, 6 Gebäude, davon 1 Wohngebäude und einen Tierbestand von 11 Rindern.
Die Siedlung gehörte zum Anfang des 19. Jahrhunderts gegründeten Steuerdistrikt Meerbodenreuth. Zur Gemeinde und zum Steuerdistrikt Meerbodenreuth gehörten außer Moosöd (Waldhof) noch der Weiler Buch, Dorf Meerbodenreuth und die Einöden Süßenlohe, Süßenloher Weiher und Kotzau.
Am 1. Juli 1975 wurde die Gemeinde Meerbodenreuth mit seinen Teilen aufgelöst und in die Gemeinde Altenstadt eingegliedert. Aus der Gemeinde Altenstadt kam, durch die Gebietsreform am 1. Mai 1978, Moosöd (Waldhof) zur Stadt Weiden.

## Anmerkung
- Das Gründungsdatum des Klosters Weißenohe im Jahre 1109 ist heute wissenschaftlich umstritten.[12]